# Christus vivit
Christus vivit, in italiano Cristo vive, è la quarta esortazione apostolica di papa Francesco. Seppur porti la data del 25 marzo 2019, solennità dell'Annunciazione, il testo è stato presentato il 2 aprile successivo.

## Contenuto
In quest'esortazione viene affrontato il tema dei giovani e sul come rendere le nuove generazioni attrici e protagoniste nella Chiesa del terzo millennio.
Il testo è composto da 299 paragrafi, dei quali 4 costituiscono l'introduzione e i restanti 295 sono raggruppati in 9 capitoli:
Indice
- «Cristo vive»

1.Che cosa dice la Parola di Dio sui giovani?
- 1.1. Nell’Antico Testamento
- 1.2. Nel Nuovo Testamento

2. Gesù Cristo sempre giovane
- 2.1. La giovinezza di Gesù
- 2.2.La sua giovinezza ci illumina
- 2.3. La giovinezza della Chiesa
- 2.4. Maria, la ragazza di Nazaret
- 2.5. Giovani santi

3. Voi siete l’adesso di Dio
- 3.1. In positivo
- 3.2. Molte gioventù
- 3.3. Alcune cose che succedono ai giovani
  - 3.3.1. Giovani di un mondo in crisi
  - 3.3.2. Desideri, ferite e ricerche
- 3.4. L’ambiente digitale
- 3.5. I migranti come paradigma del nostro tempo
- 3.6. Porre fine a ogni forma di abuso
- 3.7. C’è una via d’uscita

4. Il grande annuncio per tutti i giovani
- 4.1. Un Dio che è amore
- 4.2. Cristo ti salva
- 4.3. Egli vive!
- 4.4. Lo Spirito dà vita

5. Percorsi di gioventù
- 5.1. Tempo di sogni e di scelte
- 5.2. La voglia di vivere e di sperimentare
- 5.3. In amicizia con Cristo
- 5.4. La crescita e la maturazione
- 5.5. Percorsi di fraternità
- 5.6. Giovani impegnati
- 5.7. Missionari coraggiosi

6. Giovani con radici
- 6.1. Che non ti strappino dalla terra
- 6.2. Il tuo rapporto con gli anziani
- 6.3. Sogni e visioni
- 6.4. Rischiare insieme

7. La pastorale dei giovani
- 7.1. Una pastorale sinodale
- 7.2. Grandi linee d’azione
- 7.3. Ambienti adeguati
- 7.4. La pastorale delle istituzioni educative
- 7.5. Diversi ambiti di sviluppo pastorale
- 7.6. Una pastorale giovanile popolare
- 7.7. Sempre missionari
- 7.8. L’accompagnamento da parte degli adulti

8. La vocazione
- 8.1. La chiamata all’amicizia con Lui
- 8.2. Il tuo essere per gli altri
- 8.3. L’amore e la famiglia
- 8.4. Il lavoro
- 8.5. Vocazioni a una consacrazione speciale

9. Il discernimento
- 9.1. Come discernere la tua vocazione
- 9.2. La chiamata dell’Amico
- 9.3. Ascolto e accompagnamento
- 9.4. E per concludere... un desiderio